# Little magazine

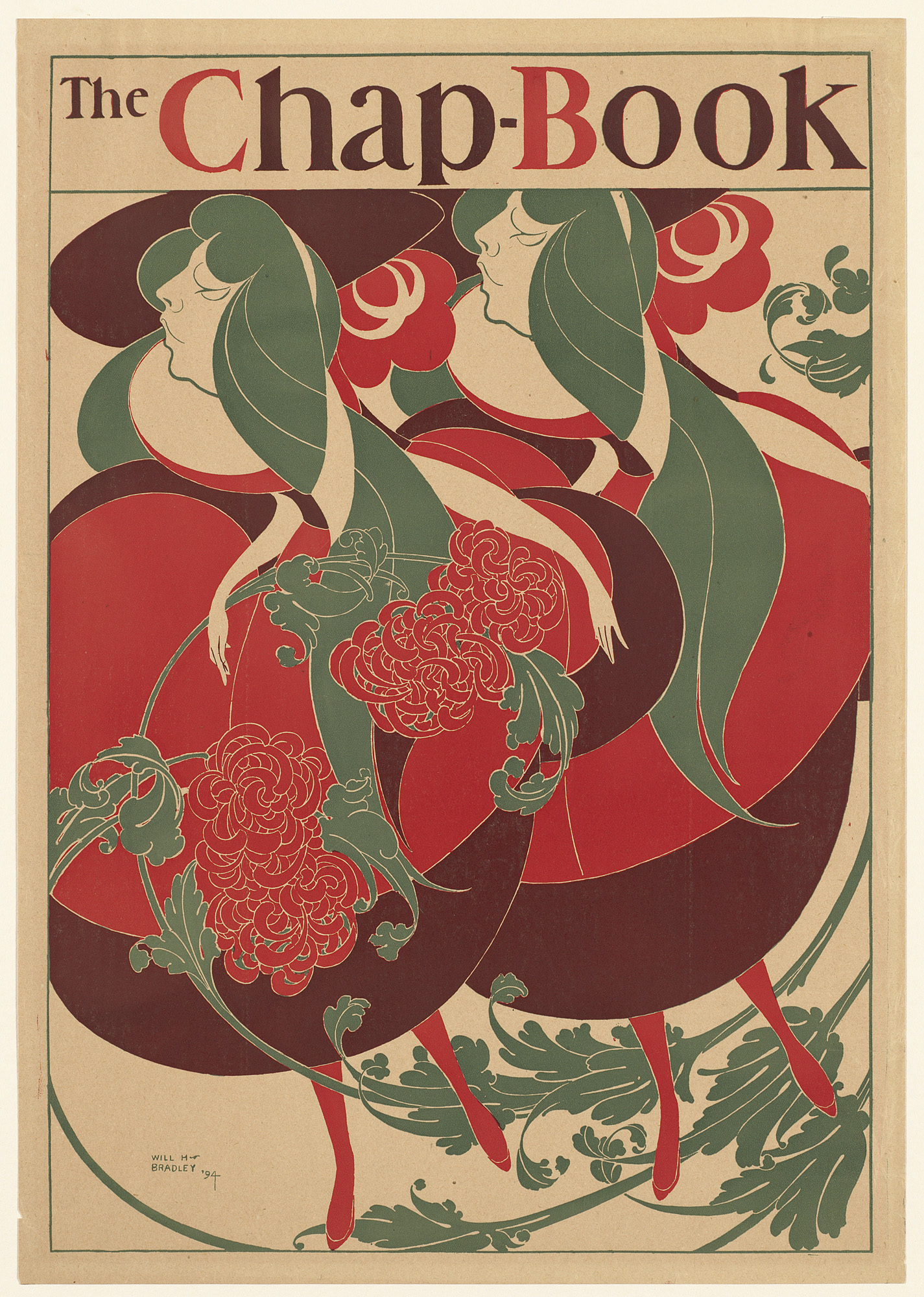
The Chap-Book, un little magazine publié vers 1894.

Un little magazine (en français petit magazine) est un type de publication périodique, souvent non lucrative, centrée sur les arts, la littérature ou la critique sociale, publiée en dehors des circuits commerciaux dominants. Ces magazines ont joué un rôle crucial dans la diffusion des mouvements littéraires et artistiques avant-gardistes, notamment aux États-Unis.

## Définition et caractéristiques
Le terme « little magazine » désigne des publications valorisant l'expérimentation artistique plutôt que les contraintes commerciales. Bien que beaucoup soient des revues littéraires, certaines couvrent aussi un spectre artistique plus large, parfois issues de fanzines ou zines .
Selon une étude de Frederick J. Hoffman de 1942, il s'agit de « travaux artistiques que les publications dominantes, guidées par la rentabilité, jugent inacceptables ». George Plimpton déplorait le caractère diminutif du terme « little », mais il reste largement adopté.
Le magazine a une couverture en deux couleurs, avec une périodicité trimestrielle ou semestrielle. Les revues comme Oxford American ou Doubletake n'en relèvent pas en raison de leur format plus grand et de leur couverture en quadrichromie.

## Financement et édition
La rareté de ressources est inhérente au concept de little magazine. Les éditeurs, souvent amateurs, déploient des stratégies variées, parfois détournées, pour assurer la viabilité financière de leurs publications. Robie Macauley considérait qu'elles devaient être « dix ans en avance sur l'acceptation générale », tandis qu'Ezra Pound estimait qu'une revue axée sur le profit ne pouvait se permettre l'expérimentation.

## Histoire

### Débuts
Parmi les premières revues notables, on trouve The Dial (1840–1844), fondée par Ralph Waldo Emerson et Margaret Fuller, et The Savoy (1896), dirigée par Arthur Symons.

### Révolutions technologiques
Dans les années 1960, la réduction des coûts grâce au mimeographe a permis une prolifération des revues. Dans les années 1980, la photocopie commerciale (ex. Kinko's) a facilité leur diffusion.
Au XXIe siècle, l'évolution numérique a permis leur déploiement en ligne, à travers des blogs, des réseaux sociaux et des podcasts.

### Dans le Sud des États-Unis
Les revues publiées dans le Sud des États-Unis après la guerre de Sécession visaient davantage à influencer qu'à générer des profits. Quatre grandes phases se distinguent :
- 1865–1900 : patriotisme et littérature sudiste (ex. The Land We Love) ;
- 1900–1920 : critique intellectuelle de la société sudiste (ex. Sewanee Review) ;
- 1920–1930 : modernisme et Southern Renascence (ex. The Fugitive) ;
- 1930–1945 : débats entre agrarisme et industrialisme, et essor du New Criticism[10].

Des revues comme Sewanee Review (1882), Southwest Review (1915) et Virginia Quarterly Review (1925) prolongent cette tradition jusqu'à aujourd’hui.